# Паршенцева, Галина Васильевна
Галина Васильевна Паршенцева (16 марта 1951 года, Красноярск — 23 октября 2017 года, Красноярск) — депутат Государственной думы 1 созыва., статс-секретарь — заместитель министра труда и социального развития РФ (1999—2004).

## Учёба
Окончила Красноярский государственный университет в 1979 году по специальности юрист.

## Трудовая деятельность
С 1969 по 1974 годы работала на Красноярском радиотехническом заводе.  С 1974 по 1976 работала секретарем комитета ВЛКСМ  в первичке . С 1976 по 1983 работала юрисконсультом в Кемеровской области. С 1986 работала заместителем начальника управления социальной защиты населения администрации Кемеровской области. В 1993 году избрана в Госдуму по 89 Анжеро-Судженскому округу. 1993—1995 — депутат Государственной Думы Федерального Собрания РФ первого созыва, член фракции «Женщины России», председатель подкомитета по бюджетному планированию в сфере безопасности Комитета по безопасности. C 1996 по 1997 работала в администрации Кемеровской области. Работала заместителем министра труда и социального развития. С 1999 в комиссии при президенте РФ.

## Общественная деятельность
С 2007 работала в Союзе женщин России.